# San Pablo (Chili)
San Pablo is een gemeente in de Chileense provincie Osorno in de regio Los Lagos. San Pablo telde 10.030 inwoners in 2017.